# زاماسو
غوكو بلاك (باليابانية: ゴクウブラック) هو شخصية خيالية وأول عدو حقيقي وجديد في سلسلة دراغون بول سوبر. صُممت الشخصية من قبل أكيرا تورياما، وقدمت لأول مرة في الحلقة السابعة والاربعين من الانمي والتي بثت لأول مرة في الثاني عشر من حزيران عام 2016 في الفصل الرابع عشر نداء استغاثة من المستقبل (未来からのSOS!!) من المانغا. هيئة غوكو بلاك تشابه هيئة سون غوكو، واشير اليه بالاسم الذي اطلقته عليه بولما. ظهر بلاك مرتديا واحدا من اقراط البوتارا وخاتم للوقت والذي سيسمح بالتنقل بين خطوط زمنية مختلفة. هو منتقم مخرب في زمن بلاك زاماس الذي جلب البشرية إلى حافة الانقراض. كما قال لترانكس المستقبلي انه سوف يجلب الهلاك للمخلوقات الموجودة في الكون والذين يعكسون العنف والفساد ليحول الكون إلى يوتوبيا.
فيما بعد اتضح ان غوكو بلاك بالاصل هو زاماسو نفسه (باليابانية: ザマス) تُلفظ زاماس بالمانغا وهو متدرب ليصبح كايوشين أي حاكم الكون من الكون العاشر. زاماسو قام بالسيطرة على جسد غوكو مستخدماً كرات دراغون بول سوبر في زمن آخر كجزء من خطته ليصبح لديه طاقة هائلة ويمحي كل الفانين ولاكمال خطته ذهب لزمن ترانكس المستقبلي وضم اليه زاماسو من ذلك الخط الزمني من ذلك الزمن والذي أصبح خالدا باستخدام الدراغون بول سوبر.